# Not Letting Go
Not Letting Go è un singolo del rapper britannico Tinie Tempah realizzato in collaborazione con la cantante britannica Jess Glynne. Il brano è stato pubblicato nel giugno 2015.

## Descrizione
I crediti di scrittura della canzone comprendono Patrick Okogwu, Jess Glynne, Gareth Keane, Krishane Murray, Lewis Jankel, Janee Bennett e Jermaine Jackson. Nel brano infatti è presente un sample tratto da Not for Long di B.o.B featuring Trey Songz (2014) e un sample da There's a Better Way di Jermaine Jackson (1982).

## Video
Il videoclip del brano è stato diretto da Charlie Robins e Joe Alexander.

## Tracce
- Download digitale

1. Not Letting Go (featuring Jess Glynne) – 3:48

- Download digitale - Remixes[5]

1. Not Letting Go (XYconstant Remix) – 4:48
2. Not Letting Go (Matrix & Futurebound Remix) – 4:20
3. Not Letting Go (TroyBoi Remix) – 4:28
4. Not Letting Go (All About She Remix) – 4:18
5. Not Letting Go (Show N Prove Remix) – 3:15

## Classifiche
| Classifica (2015) | Posizione massima |
| ----------------- | ----------------- |
| Australia         | 24                |
| Belgio (Fiandre)  | 13                |
| Irlanda           | 8                 |
| Israele           | 5                 |
| Italia            | 41                |
| Nuova Zelanda     | 31                |
| Paesi Bassi       | 98                |
| Regno Unito       | 1                 |
| Scozia            | 2                 |